# Naruby
Naruby (v prvním a druhém českém vydání tehdejším pravopisem Na ruby, francouzsky À rebours) je román francouzského spisovatele Jorise-Karla Huysmanse, poprvé vydaný v roce 1884. Román je považován za jedno ze stěžejních děl literární dekadence.

## Kontext Huysmansova díla
Před vydáním Naruby byl Huysmans představitelem naturalismu, napsal několik románů inspirovaných Zolou. Naruby představuje obrat v jeho tvorbě.
Na Naruby volně navazuje tetralogie tvořená romány En route, Tam dole, Katedrála a L'Oblat, její hlavní hrdina Durtal, který má mnoho společných rysů s des Esseintesem (ještě spíše však s Huysmansem samotným), zde po mnoha peripetiích dochází ke konečné konverzi ke katolicismu, která je naznačena již v Naruby, nakonec se (stejně jako sám Huysmans) stává oblátem sv. Benedikta.

## Děj
Ústřední postavou tohoto románu je degenerovaný šlechtic Jean Floressas des Esseintes ([dezesánt]), poslední potomek starobylého rodu. Jeho matka byla těžce nemocná, jeho otec se o něj nestaral; byl vychován v jezuitské koleji, kde byl inteligentním, ale líným žákem, nadchlo ho studium latiny, k ostatním předmětům byl ale zcela lhostejný. Zaujaly ho subtilní otázky teologie, fascinovalo ho církevní umění a gregoriánský chorál, jeho víra byla ale příliš slabá, než aby se mohl stát knězem.
Po dosažení dospělosti žil proto několik let bezcílně, zhýralým a rozkošnickým životem, ten ho ale dovedl jen ke zhoršení již tak špatného zdravotního stavu, zhnusení nad celou společností a touze po naprosté samotě.
Zhruba v tomto bodě začíná vlastní děj románu.
Des Esseintes si vybaví podle svého vkusu přepychový dům, obklopí se pečlivě promyšleným zařízením a oblíbenými obrazy (v románu se, jak je pro Huysmanse charakteristické, objevuje mnoho podrobných popisů výtvarných děl), věnuje se v úplné samotě (v domě s ním bydlí pouze dvojice sluhů, ale jeho režim je pečlivě promyšlen tak, aby se s nimi nemusel setkávat) snění, četbě knih, z nichž mnohé si nechal sám vytisknout, rozjímání nad oblíbenými obrazy, studiu raněstředověké latiny a různým neobvyklým uměním: výrobě parfémů, pěstování bizarních květin a podobně. Žije přísně metodickým způsobem, ve dne spí a žije výhradně v noci. Ač se právě těmto vzpomínkám chce vyhnout, v některých partiích vzpomíná na svůj bývalý život.
Krátce navštíví Nizozemí, je však zklamán tím, že skutečnost neodpovídá jeho představám, má za to, že pouhé snění by v něm zanechalo hlubší dojem než skutečný prožitek, od druhé plánované cesty, návštěvy Anglie, proto upustí.
Román tvoří převážně popisy, dějové prvky, které se objevují převážně v závěru románu a jsou popsány velmi stručně, jakoby mimochodem mezi květnatými popisy, jsou hlavně des Esseintesův boj se zhoršující se nervovou chorobou, která ho nakonec donutí jeho samotu opustit a vydat se zpět do nenáviděného světa, a především jeho náboženská konverze, k níž postupně dochází v závěru románu pod vlivem četby středověkých latinských autorů i soudobé katolické literatury a především jako nutný důsledek jeho pohrdání světem.

## Reakce
Román se setkal s vřelým přijetím kritiky. Paul Valéry a Oscar Wilde jej označili za svou nejoblíbenější knihu (Oscar Wilde se knihou Naruby také inspiruje ve svém Obrazu Doriana Graye: kniha, kterou si v jedenácté kapitole Dorian zamiluje, sice není přímo jmenována, ale jak sám Wilde uvedl, je inspirována právě Naruby). Přivítal jej i (v knize příznivě zmíněný) Barbey d'Aurevilly i představitel katolické kritiky Léon Bloy (ač tentýž ve své knize Poslední sloupové Církve později Huysmanse – již po jeho konverzi – bude kritizovat pro příliš estétské pojetí katolicismu).
První český překlad pořídil v roce 1905 významný představitel české literární dekadence Arnošt Procházka, jeho překlad vyšel ještě v roce 1913 v knižnici Knihy dobrých autorů. Překlady Arnošta Procházky byly některými kritiky (např. František Xaver Šalda, František Chudoba) ostře kritizovány. Nový překlad z pera estetika Jiřího Pechara vydal Odeon v roce 1979. Prozatím poslední vydání z roku 1993 se ale vrátil ke staršímu Procházkově překladu (s modernizovaným pravopisem názvu).
Román vyvolal i mnoho uměleckých reakcí: Stéphane Mallarmé, o němž se v knize hovoří, věnoval des Esseintesovi jednu ze svých básní, Odilon Redon, který je v knize des Esseintesovým nejoblíbenějším malířem, vytvořil portrét hlavního hrdiny, který doprovází některá česká vydání románu. V české literatuře je zřejmě nejvýznamnější reakcí román Jiřího Karáska ze Lvovic Gotická duše, který má s Naruby mnoho společných rysů.

## Některá z výtvarných děl zmíněných v románu

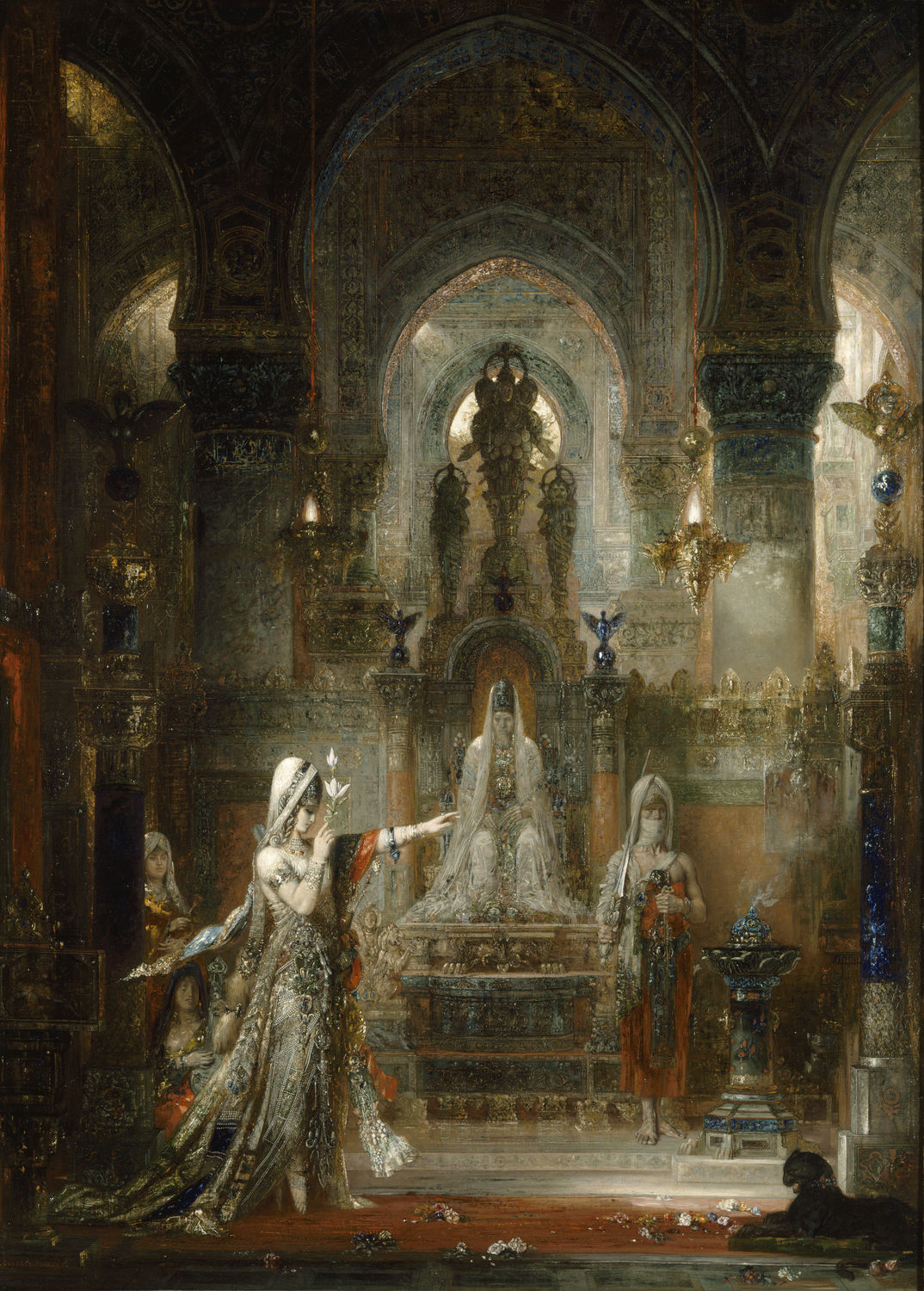
Salome od Gustava Moreaua
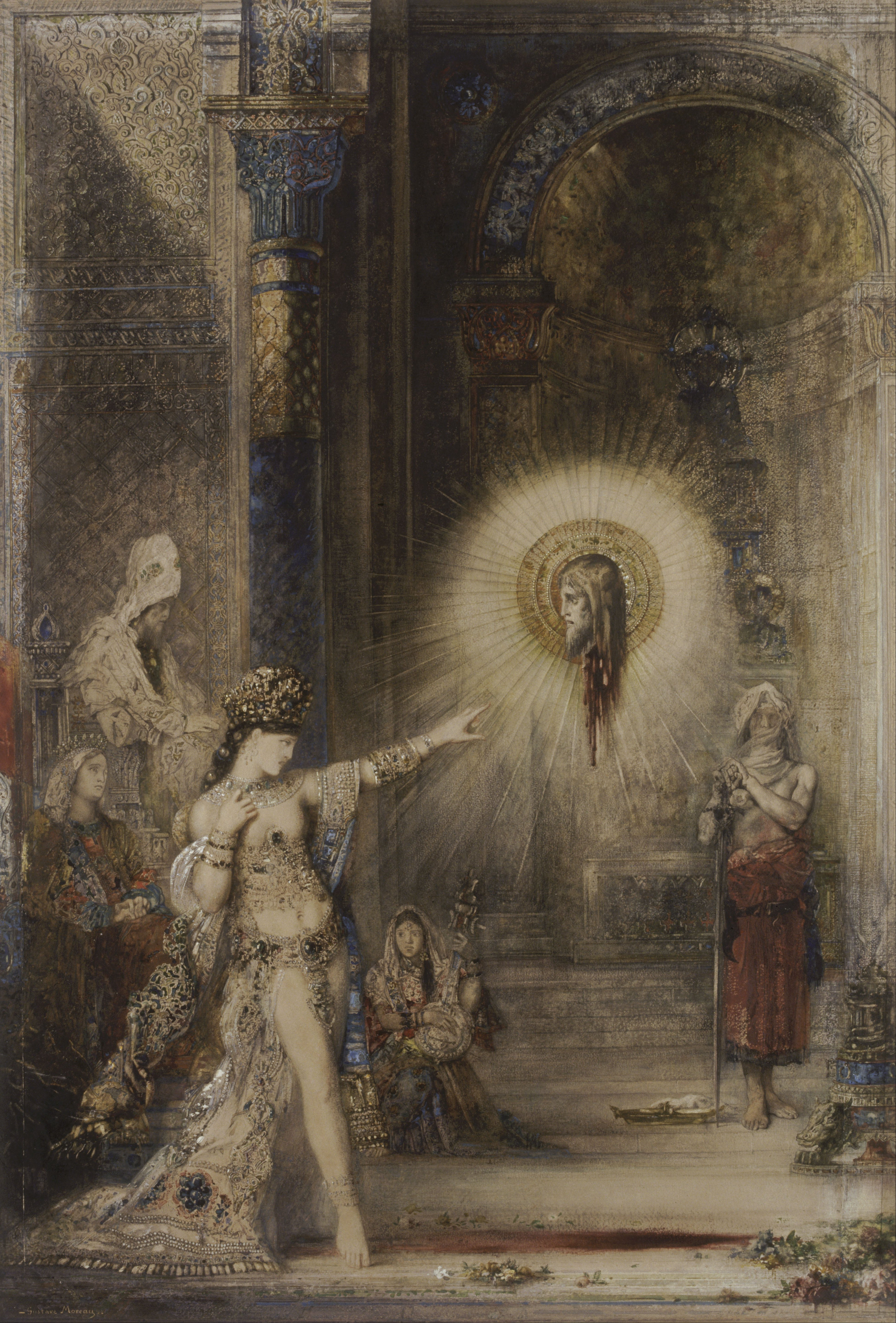
Zjevení téhož autora
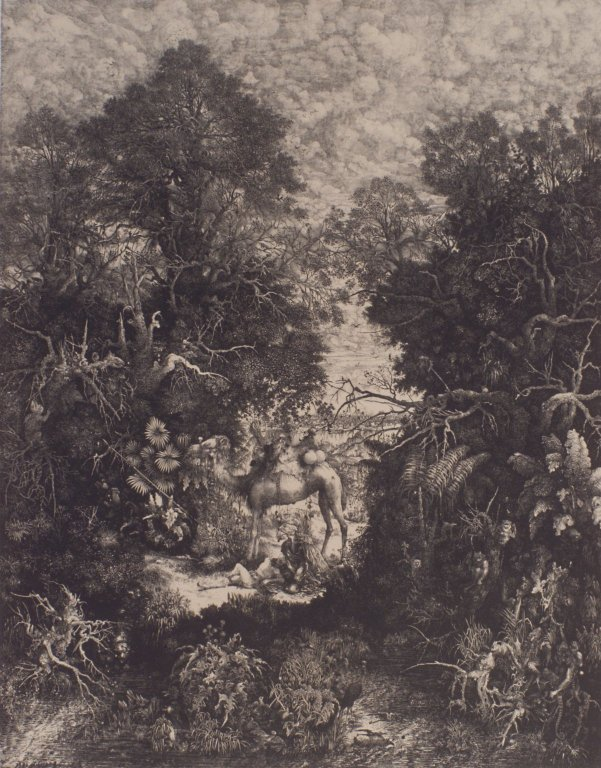
Milosrdný Samaritán Rodolpha Bresdina
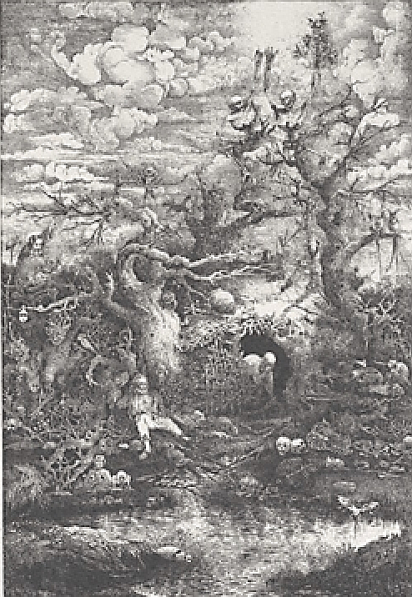
Komedie smrti téhož autora
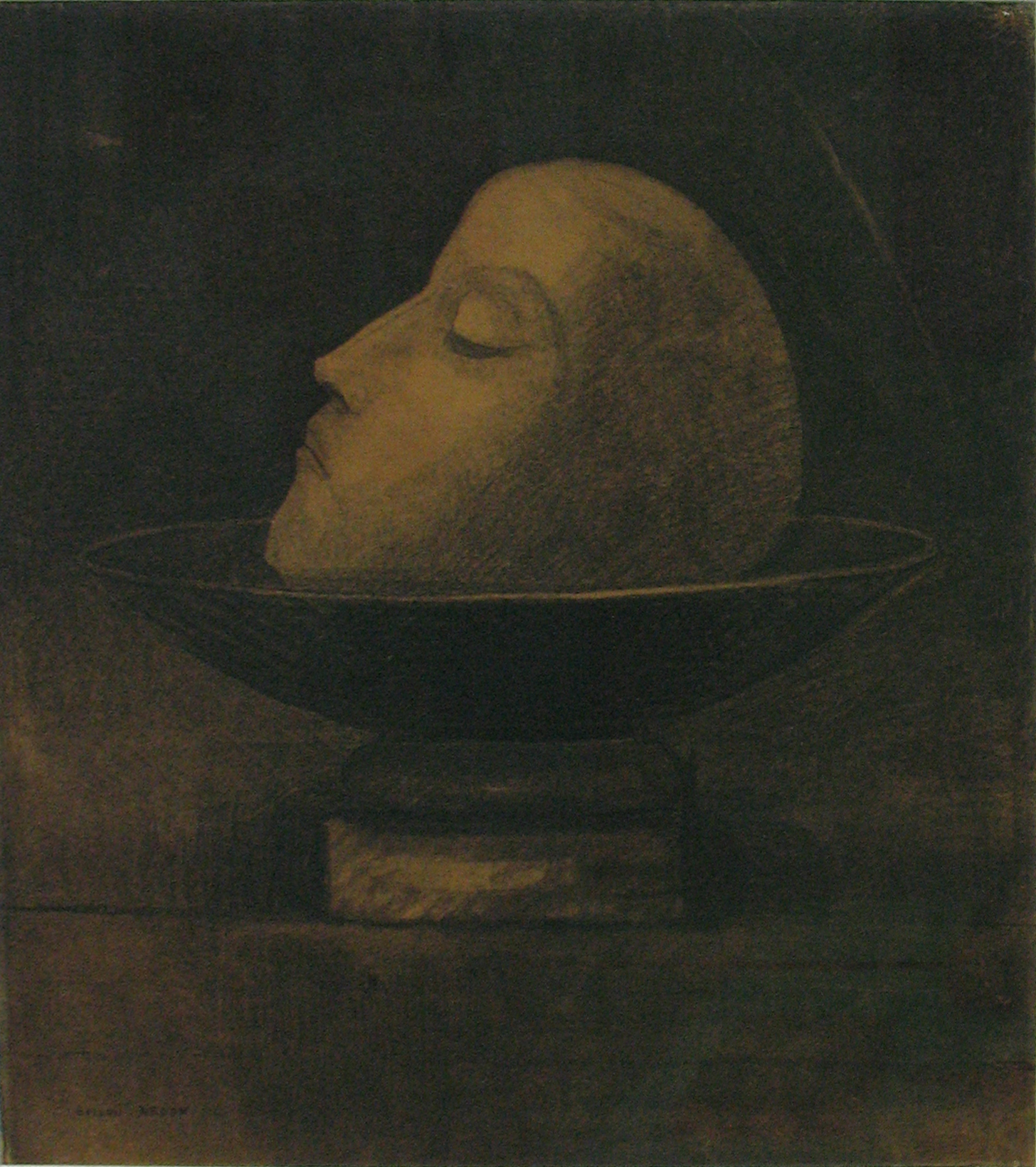
Hlava Mučedníka Odilona Redona (obraz není přímo jmenován, popis však umožňuje jednoznačnou identifikaci)
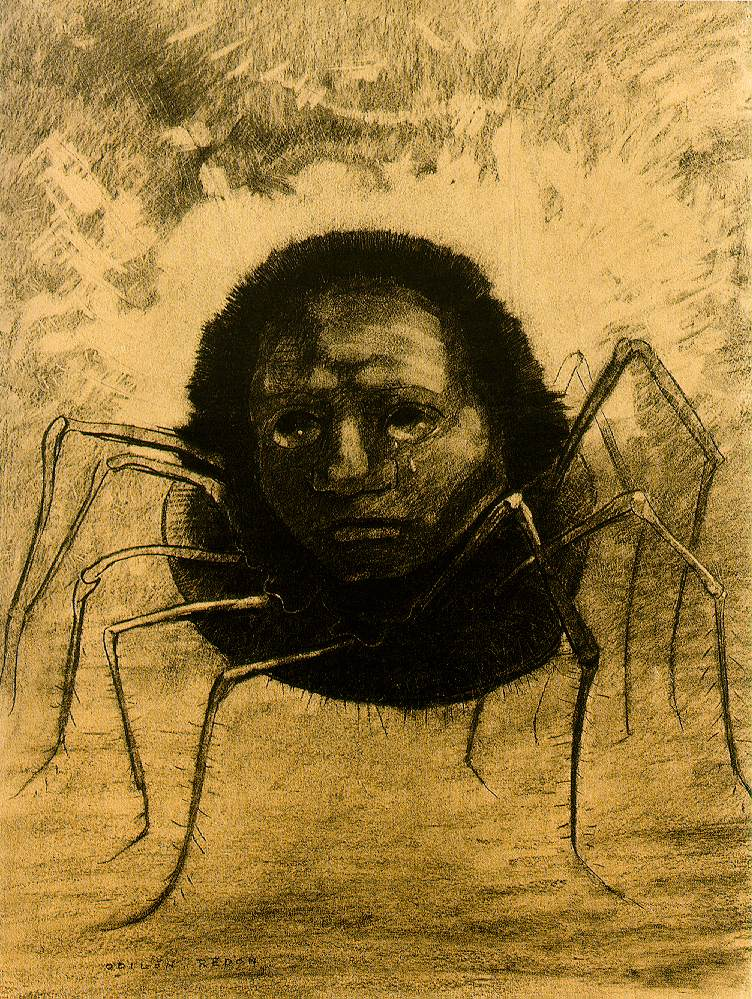
Pavouk, který pláče téhož autora
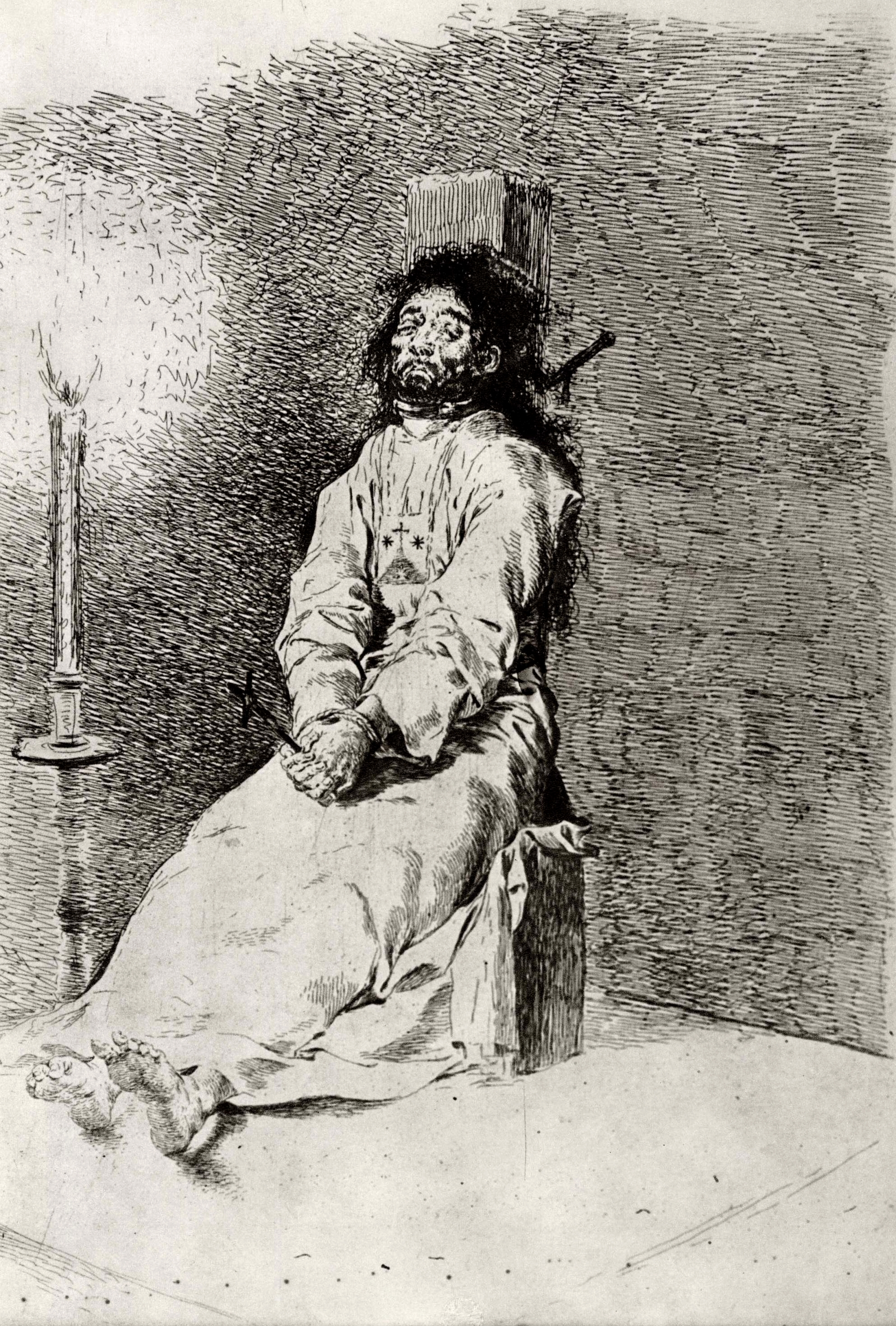
Garrotovaný od Goyi
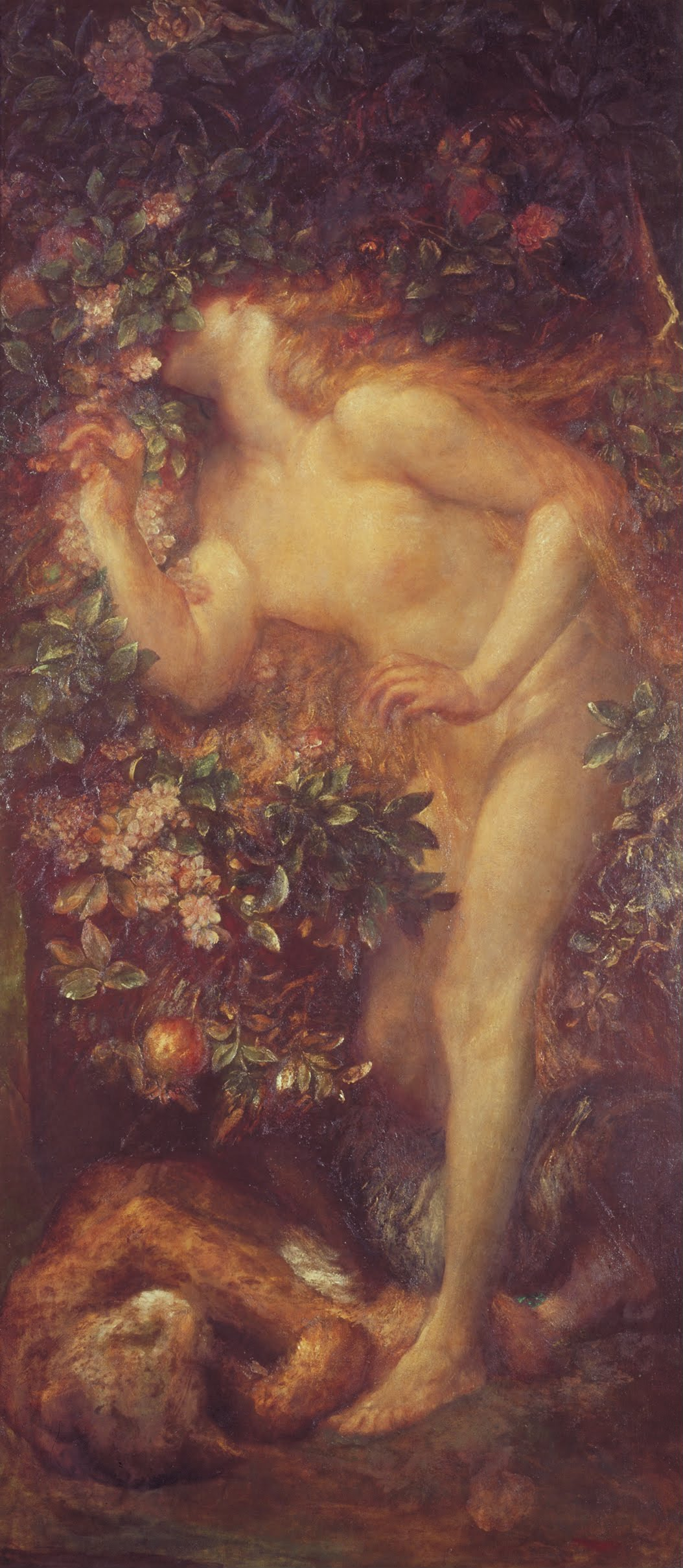
Eva od George Frederica Wattse